# Zalaboldogfa
Zalaboldogfa là một thị trấn thuộc hạt Zala, Hungary. Thị trấn này có diện tích 11,47 km², dân số năm 2010 là 366 người, mật độ 32 người/km².